# Osmnáctiúhelník

Pravidelný osmnáctiúhelník a jeho úhly

Osmnáctiúhleník, cizím slovem octadecagon či octakaidecagon (z řec. δεκαοχτώ, dekaochtó – osmnáct, a γωνία, gonia – úhel), je mnohoúhelník s osmnácti stranami a vrcholy.

## Popis pravidelného osmnáctiúhelníku

Pravidelný osmnáctiúhelník se všemi možnými spojnicemi vrcholů

Součet středových úhlů pravidelného osmanáctiúhleníku je 360°, jeden středový úhel je tedy {\displaystyle {\frac {360^{\circ }}{18}}=20^{\circ }}, což je i hodnota každého vnějšího úhlu.
Jeden vnitřní úhel je {\displaystyle 180^{\circ }-20^{\circ }}, součet všech vnitřních úhlů je tedy {\displaystyle 160^{\circ }\cdot 18=2880^{\circ }}.
Je-li α délka strany, pak:
- obvod: {\displaystyle P=18\,a}
- obsah: {\displaystyle A={\frac {18}{4}}\,a^{2}\cot \left({\frac {\pi }{18}}\right)}Pravidelný osmnáctiúhelník se všemi možnými spojnicemi vrcholů

- minimální poloměr: {\displaystyle H={\frac {2\,A}{P}}={\frac {a}{2}}\cot \left({\frac {\pi }{18}}\right)}
- maximální poloměr: {\displaystyle R={\frac {H}{\cos \left({\frac {\pi }{18}}\right)}}={\frac {a}{2\sin \left({\frac {\pi }{18}}\right)}}}

## Rýsování

Rýsování pravidelného osmnáctiúhelníku

Pravidelný osmnáctiúhelník nelze narýsovat pouze za pomoci pravítka a kružítka, neboť aby bylo možno daný pravidelný mnohoúhelník narýsovat, musí být všechny jeho liché dělitele být Fermatova čísla ({\displaystyle F_{n}=2^{2^{\overset {n}{}}}+1}).
Osmnáct je dělitelné devíti, což je liché číslo a přitom není Fermanovo. S menší odchylkou (středový úhel se změní z  {\displaystyle 20^{\circ }} na {\displaystyle 19,99953^{\circ }}, odchylka tedy {\displaystyle 0,00047^{\circ }} a celkově {\displaystyle 0,00846^{\circ }}) jej však lze zkonstruovat v 19 krocích:
1. Utvoříme přímku p.
2. Narýsujeme kružnici k se středem I, jež se nalézá na přímce p.
3. Vytvoříme kružnici l se středem v pravém průsečíku kružnice k a přímky p {\displaystyle J=k\cap p}, jejíž poloměr je shodný s průměrem kružnice k.
4. Vytvoříme kružnici m se středem v levém průsečíku kružnice k a přímky p {\displaystyle K=k\cap p}, jejíž poloměr je shodný s průměrem kružnice k.
5. Narýsujeme přímku q, jež protíná průsečíky kružnic l a m {\displaystyle L=l\cap m} a {\displaystyle M=l\cap m}.
6. Narýsujeme kružnici n, jejíž střed se nachází v průsečíku kružnice k a přímky q {\displaystyle N=k\cap q}, jejíž průměr je shodný s průměrem kružnice k.
7. Narýsujeme přímku r, jež protíná průsečíky kružnice k s kružnicí n {\displaystyle O=k\cap n} a {\displaystyle P=k\cap n} a je kolmá na přímku p.
8. Zkonstruujeme kružnici o, jejímž středem je průsečík J a jejíž průměr je totožný s průměrem kružnice k.
9. Narýsujeme přímku s, jež je kolmá na průsečík J.
10. Utvoříme kružnici p, která má střed v průsečíku N a průměr totožný s poloměrem kružnice k.
11. Sestrojíme kružnici q, jejíž střed leží v průsečíku kružnice o a přímky s {\displaystyle R=o\cap s} a jejíž průměr je stejný jako poloměr kružnice k.
12. Narýsujeme přímku t, jež je kolmá na přímku q v horním průsečíku kružnice p a přímky q {\displaystyle S=p\cap q}. Zároveň ji lze popsat jako přímku, jež protíná průsečík S a horní průsečík přímky s a kružnice p.
13. Narýsujeme přímku u, která protíná bod I a průsečík kružnice n a přímky s {\displaystyle T=n\cap s}.
14. Sestrojíme kružnici r, která má střed v průsečíku J a prochází průsečíkem přímky u a kružnice k {\displaystyle U=s\cap k}.
15. Vytvoříme přímku v, která prochází oběma průsečíky kružnice r s kružnicí k a je tak kolmá na přímku p.
16. Zkonstruujeme přímku w, která prochází bodem I a průsečíkem přímky r a v {\displaystyle V=r\cap v}.
17. Narýsujeme přímku x, která prochází průsečíkem J a průsečíkem přímky w a t {\displaystyle W=w\cap t}.
18. Sestrojíme přímku y, jež prochází bodem I a průsečíkem přímek r a x {\displaystyle X=r\cap x}.
19. Přímky p a y svírají úhel α. Vezmeme do kružítka vzdálenost mezi jejich průsečíky s kružnicí k {\displaystyle Y=p\cap k} a {\displaystyle Z=y\cap k} a po obvodu kružnice k si uděláme značky, jež následně spojíme.

Při tomto rýsování vytvoříme množství kružnic, průsečíků a přímek. Zde je jejich přehled:
- Kružnice: k, l, m, n, o, p, q, r
- Průsečíky a body: I, J, K, L, M, N, O, P, Q, R, S, T, U, V, W, Y, Z
- Přímky: p, q, r, s, t, u, v, w, x, y

## Zajímavosti

Obr. 1

### Trojúhelník RA-QA-CB
Zajímavostí je, že pokud k sobě přitiskneme pravidelný osmnáctiúhelník Α a pravidelný devítiúhelník Β (se stejně dlouhými stranami) body AA a AB a RA a BB a spojíme úsečkou body QA a CB (vrcholu se pojmenovávají proti směru hodinových ručiček), pak vznikne pravidelný rovnostranný trojúhelník RA-QA-CB.

Obr. 2

Součet vnějšího úhlu A a vnějšího úhlu B musí být 60° (vnitřní úhel pravidelného trojúhelníku). Vnější úhel α je 20°, vnější úhel β tedy musí být {\displaystyle \beta =60^{\circ }-20^{\circ }=40^{\circ }}. Dává to smysl, neboť osmnáctiúhelník má dvakrát více vrcholů a stran než devítiúhelník.

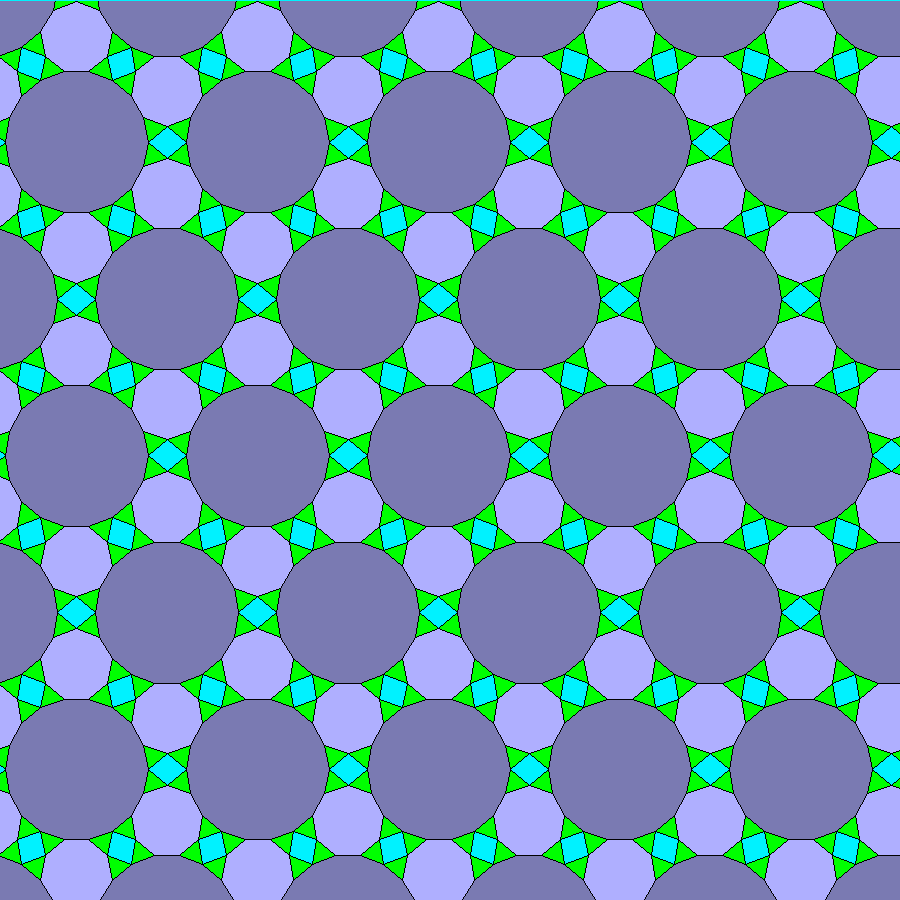
Osmnáctiúhelníky, devítiúhelníky, kosočtverce a trojúhelníky

### Osmnáctiúhelníková síť
S pomocí osmnáctiúhelníků, devítiúhelníků, kosočtverců a trojúhelníků v poměru 1:2:8:2 lze sestrojit vzor opakujících se geometrických útvarů. Zde se uplatní předešlý popsaný jev.

Obr. 3

### Osmnáctiúhelník vyplněný kosočtverci
Pravidelný osmnáctiúhelník lze několika způsoby vyplnit různě velkými kosočtverci, které však obvykle mají stejnou délku strany a často jich je 36, od každého druhu devět.